# Fejzo Shenaj
Fejzo Shenaj (Argirocastro, 24 novembre 1984) è un ex calciatore albanese, di ruolo centrocampista.